# Gouville
Gouville ist eine ehemalige französische Gemeinde mit 591 Einwohnern (Stand: 1. Januar 2020) im Département Eure in der Region Normandie. Sie gehörte zum Arrondissement Évreux. Die Bewohner werden Gouvillais und Gouvillaises genannt.
Der Erlass vom 23. November 2015 legte mit Wirkung zum 1. Januar 2016 die Eingliederung von Gouville als Commune déléguée zusammen mit den früheren Gemeinden Condé-sur-Iton, Damville, Manthelon, Le Roncenay-Authenay und Le Sacq zur neuen Commune nouvelle Mesnils-sur-Iton fest.

## Geografie
Gouville liegt etwa 23 Kilometer südwestlich von Évreux und etwa 39 Kilometer südöstlich von Bernay am Iton.
Umgeben wird Gouville von der Nachbargemeinde und den Communes déléguées:
|                                   | Marbois                                     | Le Roncenay-Authenay (Commune déléguée) |
|                                   | Kompassrose, die auf Nachbargemeinden zeigt |                                         |
| Condé-sur-Iton (Commune déléguée) |                                             | Roman (Commune déléguée)                |

## Bevölkerungsentwicklung
| Gouville: Einwohnerzahlen von 1793 bis 2020                                                                                | Gouville: Einwohnerzahlen von 1793 bis 2020 | Gouville: Einwohnerzahlen von 1793 bis 2020 | Gouville: Einwohnerzahlen von 1793 bis 2020 | Gouville: Einwohnerzahlen von 1793 bis 2020 |
| --- | ------------------------------------------- | ------------------------------------------- | ------------------------------------------- | ------------------------------------------- |
| Jahr |                                             |                                             |                                             | Einwohner                                   |
| 1793 | 1793                                        |                                             | 324                                         | 324                                         |
| 1800 | 1800                                        |                                             | 255                                         | 255                                         |
| 1806 | 1806                                        |                                             | 342                                         | 342                                         |
| 1821 | 1821                                        |                                             | 317                                         | 317                                         |
| 1831 | 1831                                        |                                             | 314                                         | 314                                         |
| 1836 | 1836                                        |                                             | 348                                         | 348                                         |
| 1841 | 1841                                        |                                             | 321                                         | 321                                         |
| 1846 | 1846                                        |                                             | 524                                         | 524                                         |
| 1851 | 1851                                        |                                             | 291                                         | 291                                         |
| 1856 | 1856                                        |                                             | 296                                         | 296                                         |
| 1861 | 1861                                        |                                             | 306                                         | 306                                         |
| 1866 | 1866                                        |                                             | 278                                         | 278                                         |
| 1872 | 1872                                        |                                             | 279                                         | 279                                         |
| 1876 | 1876                                        |                                             | 278                                         | 278                                         |
| 1881 | 1881                                        |                                             | 362                                         | 362                                         |
| 1886 | 1886                                        |                                             | 285                                         | 285                                         |
| 1891 | 1891                                        |                                             | 297                                         | 297                                         |
| 1896 | 1896                                        |                                             | 253                                         | 253                                         |
| 1901 | 1901                                        |                                             | 243                                         | 243                                         |
| 1906 | 1906                                        |                                             | 236                                         | 236                                         |
| 1911 | 1911                                        |                                             | 229                                         | 229                                         |
| 1921 | 1921                                        |                                             | 224                                         | 224                                         |
| 1926 | 1926                                        |                                             | 216                                         | 216                                         |
| 1931 | 1931                                        |                                             | 210                                         | 210                                         |
| 1936 | 1936                                        |                                             | 170                                         | 170                                         |
| 1946 | 1946                                        |                                             | 212                                         | 212                                         |
| 1954 | 1954                                        |                                             | 179                                         | 179                                         |
| 1962 | 1962                                        |                                             | 168                                         | 168                                         |
| 1968 | 1968                                        |                                             | 253                                         | 253                                         |
| 1975 | 1975                                        |                                             | 300                                         | 300                                         |
| 1982 | 1982                                        |                                             | 240                                         | 240                                         |
| 1990 | 1990                                        |                                             | 300                                         | 300                                         |
| 1999 | 1999                                        |                                             | 287                                         | 287                                         |
| 2006 | 2006                                        |                                             | 481                                         | 481                                         |
| 2013 | 2013                                        |                                             | 545                                         | 545                                         |
| 2020 | 2020                                        |                                             | 591                                         | 591                                         |
| Quelle(n): EHESS/Cassini bis 1999, INSEE ab 2006 Anmerkung(en): Ab 1962 offizielle Zahlen ohne Einwohner mit Zweitwohnsitz |                                             |                                             |                                             |                                             |

## Sehenswürdigkeiten
- Schloss Chambray und Park aus dem 16./17. Jahrhundert, seit 1971 in Teilen als Monument historique eingeschrieben